# 오스카 아프펠

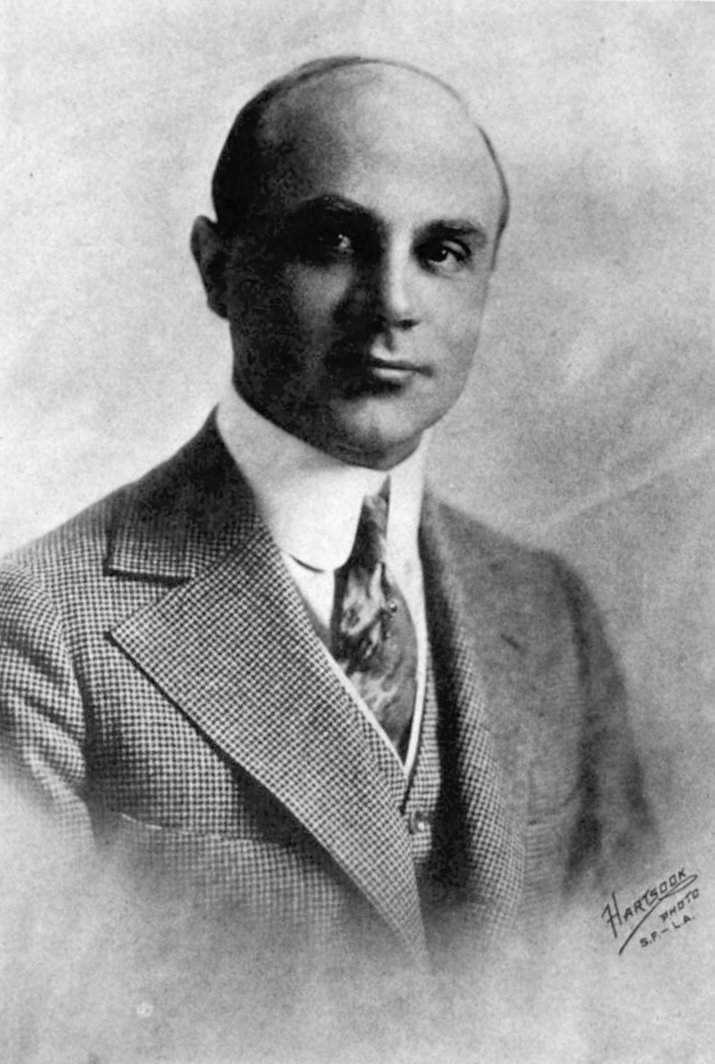

오스카 아프펠(Oscar Apfel, 1878년 1월 17일 ~ 1938년 3월 21일)은 미국의 배우, 각본가, 영화 감독, 영화 프로듀서, 연극 배우, 영화배우이다.
클리블랜드에서 태어났으며 할리우드에서 사망하였다. 사인은 심근 경색이다.

## 영화
- 정복자 (1937년)
- 페이지 미스 글로리 (1935년) - 테일러 역
- 아이 드림 투 머치 (1935년)
- 트웬티 밀리언 스윗하트 (1934년)
- 하우스 오브 로칠드 (1934년)
- 더 월드 체인지 (1933년)
- 턱보트 애니 (1933년) - 레이놀즈 역
- 래스퓨틴 앤 더 엠프리스 (1932년)
- 하이 프레셔 (1932년)
- 하트 오브 뉴욕 (1932년)
- 인스퍼레이션 (1931년)
- 허 매제스티, 러브 (1931년)
- 허클베리 핀 (1931년)
- 말타의 매(영어판) (1931년)
- 마리앤 (1929년)